# الشطرنج مع آلة يوم القيامة (رواية)
الشطرنج مع آلة يوم القيامة أو شطرانج با ماشين قيامات (الفارسية: شطرنج با ماشین قیامت) هي رواية عن الحرب العراقية الإيرانية بقلم حبيب أحمد زاده [الإنجليزية]. في عام 1980، شكل الهجوم العراقي على مدينة عبادان الإيرانية بداية الحرب بين إيران والعراق. فر مئات الآلاف من الأشخاص من المدينة المتضررة بشدة، لكن عددًا قليلًا من المدنيين اختاروا البقاء، والعيش في مدينة تحت الحصار. تُركز القصة على تجارب موسى، الجندي الشاب من آباداني الذي يدافع عن مسقط رأسه ضد القوات العراقية المُتقدمة. اُختير للمساعدة في تدمير "آلة يوم القيامة" الخاصة بالعدو، وهو نظام رادار متطور.

## الناشر
اكتمل الكتاب في عام 1996 ونشرته شركة سوري مهر للنشر باللغة الفارسية في عام 2005. وقد رُشح وحصل على العديد من الجوائز، كما أُعيد طبعه عدة مرات في إيران. وفقًا للنقاد، تُعد رواية الشطرنج مع آلة يوم القيامة واحدة من أبرز الروايات التي تناولت الحرب العراقية الإيرانية في السنوات الأخيرة. في عام 2008، ترجم أستاذ في جامعة روتجرز بول سبراشمان الكتاب من الفارسية إلى الإنجليزية، ونشرته دار مازدا للنشر.

## الرواية
"آلة يوم القيامة" هو اللقب الذي أُطلق على نظام رادار سَيمبلين [الإنجليزية] المضاد للبطاريات [الإنجليزية] والذي يستخدمه الجيش العراقي لتوجيه نيران مضادة للبطاريات [الإنجليزية] ضد المدفعية الإيرانية. يصبح موسى، بطل الرواية، مراقبًا للمدفعية [الإنجليزية] في المبارزة بين الجانبين، مستخدمًا مبنى غير مكتمل متعدد الطوابق كنقطة مراقبة [الإنجليزية] له. موسى، وهو من مواليد مدينة عبادان، مكلف أيضًا بحراسة المدنيين القلائل المتبقين الذين اختاروا البقاء في المدينة أثناء حصار عبادان.

## اقتباس مسرحي من ونلايت
في عام 2012 قرر مسرح ونلايت [الإنجليزية] الكندي عرض مسرحية مقتبسة من الرواية الإيرانية. مسرح ونلايت [الإنجليزية] هي شركة مسرحية محترفة تعمل على تطوير وإنتاج أعمال في هاليفاكس، في نوفا سكوشا منذ عام 2002. يقع مسرح ونلايت [الإنجليزية]في ألديرني لاندينج [الإنجليزية]، وهو شركة مسرحية مُقيمة في المجمع. بعد عودته إلى الوطن من تمثيل كندا في مهرجان الفجر المسرحي الدولي [الإنجليزية] في طهران، عُرضَت المسرحية لأول مرة في كندا في 6 شباط 2014. عادت المسرحية إلى كندا بعد جولتها الأولى، مع أول عرض لها في عبادان، موطن القصة وموطن المدير الفني لمسرح ونلايت شاهين صيادي. علّق الصيادي "إن عرض هذا العمل على خشبة المسرح في المكان الذي بدأ فيه كل شيء، مسقط رأسي، كان شرفًا حقيقيًا. أتطلع إلى إحضاره إلى كندا الشهر المقبل". استخدم فيلم " الشطرنج مع آلة يوم القيامة "، من تأليف وإخراج شاهين صيادي، مزيجًا من الإنجليزية والفارسية والتواصل غير اللفظي لسرد قصة التحديات التي يواجهها جندي شاب.
أُحيي الإنتاج المسرحي في ألديرني لاندينج [الإنجليزية]، لمدة تتراوح بين 19 كانون الثاني و7 شباط 2015.

## الجوائز
- جائزة أصفهان الأدبية
- الكتاب السنوي للدفاع المقدس
- الكتاب السنوي لجمعية الكتاب والنقاد
- جائزة القلم الذهبي لإيران
- الكتاب السنوي للجمهورية الإسلامية الإيرانية

## طالع أيضًا
- حرب امرأة واحدة: دا (الأم)
- نور الدين بن إيران
- الحافلة الليلية
- ما رآه ذلك اليتيم
- العطر الأبدي
- الحظ المروي بالدم
- رحلة نحو 270 درجة
- أنا على قيد الحياة
- بابا نزار

## روابط خارجية
- مسرح ونلايت (Onelight)، مشروع الشطرنج مع آلة يوم القيامة
- مسرح نوفا سكوشا
- الشطرنج مع آلة يوم القيامة - أول ظهور كندي يقدمه مسرح Onelight